# アルケタス2世 (マケドニア王)
アルケタス2世（希：Ἀλκέτας B'、ラテン文字転記：Alcetas II、? - 紀元前448年、在位：紀元前454年 - 紀元前448年）はアルゲアス朝のマケドニア王である。
アルケタス2世は先代の王アレクサンドロス1世の長子である。弟にペルディッカス2世とピリッポスが、子供にはアレクサンドロスがいた。アルケタスは父王の死後王位についたが、後にペルディッカスによって王位を奪われ、さらにペルディッカスとアルケタス2世の奴隷だった女との子アルケラオス1世によってペルディッカスが奪った王位を返してやるという名目でアルケタスは誘い出され、酔わされた上でアレクサンドロスともども殺された。

## 註
1. ↑  プラトン, 『ゴルギアス』, 471a- 471e